# آشرست (آریزونا)
آشرست (به انگلیسی: Ashurst) یک منطقهٔ مسکونی در ایالات متحده آمریکا است که در آریزونا واقع شده‌است. آشرست ۸۳۵ متر بالاتر از سطح دریا واقع شده‌است.